# La frusta di fuoco
La frusta di fuoco (The Sundowners) è un film western del 1950 diretto da George Templeton in Technicolor.
È basato sul romanzo Thunder in the Dust di Alan LeMay serializzato su Collier's nel 1934.

## Produzione
Il film, diretto da George Templeton su una sceneggiatura e un soggetto di Alan Le May (autore del romanzo), fu prodotto dagli stessi Le May e Templeton tramite la Le May-Templeton Pictures. Fu girato nel Texas, ad Amarillo, Canyon, nei pressi delle Davis Mountains, nel Palo Duro Canyon State Park a Canyon e a Stinnett. Il titolo di lavorazione fu Thunder in the Dust.

## Distribuzione
Il film fu distribuito con il titolo The Sundowners negli Stati Uniti nel febbraio 1950 al cinema dalla Eagle-Lion Films.
Altre distribuzioni:
- in Danimarca il 7 settembre 1951 (Torden over Texas)
- in Portogallo il 4 gennaio 1952 (O Último Duelo)
- in Svezia il 7 gennaio 1952 (Kid den laglöse)
- in Austria nel maggio del 1952 (Zweikampf vor Sonnenuntergang)
- in Germania Ovest il 27 giugno 1952 (Zweikampf bei Sonnenuntergang)
- in Finlandia il 12 giugno 1953 (Yön ratsastajat)
- in Brasile (Os Madrugadores)
- in Spagna (El cuatrero errante)
- nel Regno Unito (Thunder in the Dust)
- in Grecia (Epidromeis tis nyhtas)
- in Ungheria (Éjszakai lovasok)
- in Italia (La frusta di fuoco)
- in Serbia (U smiraj dana)